# 李·马丁
李·马丁（英語：Lee Martin，1987年2月9日—），是一名英格兰职业足球运动员，司職中場，於2009年夏季由曼联轉投英冠球會葉士域治。

## 生平
曼聯
2003年，曼联青年队从陷入财政困难的温布尔顿签入马丁，费用估计在100万英镑。2006年1月，马丁被租借到比利时皇家安特卫普，在短短四个月内凭借出色表现在5月获得了俱乐部赛季最佳球员的奖项。
2006年8月，马丁租借到苏格兰格拉斯哥流浪，开始表现极为出色，但随后不幸连续受伤，最终没有坐稳主力位置。2007年初被租借到斯托克城队，3月10日在對修咸頓時取得個人首個入球。
2007/08年赛季，马丁季前隨隊參加「遠東之旅」，在對广州医药時射入一球，季初更被列入曼联一线阵容，争取第一次代表曼联出场的机会。隨著曼聯在英格蘭聯賽盃出局，曼聯將部分年青球員外借以爭取出場經驗，2007年10月5日马丁被外借到普利茅斯3個月。借用期滿後再被外借到另一支英冠球隊錫菲聯直到季尾，但因傷而僅獲9場上陣機會。
2008/09年曼聯季前的「南非之旅」，马丁亦有隨行，在沃達丰挑戰賽（Vodacom Challenge）射入決勝球1-0擊敗奧蘭多海盜（Orlando Pirates）。
2008年8月13日李·馬田再被外借到新升班英冠的諾定咸森林，原定為期1個月，其後延續到12月31日。
葉士域治
2009年7月6日由前曼聯隊長堅尼帶領的英冠球會葉士域治羅致李·馬田，轉會費沒有透露，簽約四年。但發展並不理想，於2010年8月6日被借用到英甲球會查爾頓一整個球季，上半季上陣20場及射入兩球。2011年1月20日新任葉士域治領隊（Paul Jewell）行使24小時召回條款提前召回马丁。

## 榮譽
曼聯
- 英格蘭社區盾：2007年；

## 外部連結
- （英文） 足球数据库：李·罗伯特·马丁的球员统计数据
- （英文） 曼聯官網簡歷 （页面存档备份，存于）